# 1985年飓风凯特
飓风凯特（英語：Hurricane Kate）是1985年袭击美国的最后一场热带气旋，也是有纪录以来在一个日历年中以最晚日期登陆该国的飓风。凯特是1985年大西洋飓风季期间第11个获得命名的风暴，第7场飓风和第3个大型飓风。这一天气系统源于11月15日波多黎各东北方向一股东风波和一片上层低压槽的相互作用。系统起初行动路线很不稳定，之后由于北面的高压区逐渐增强而转向西进。11月16日，系统因外界大气格局有利而增强成飓风，并在3天后进一步达到二级飓风强度。11月19日晚，凯特吸收了一股强度略有不及的风暴后不久以二级飓风强度在古巴北部海岸进行了首次登陆。离开陆地后，飓风开始快速强化，于次日成为三级飓风并达到风速每小时195公里的最高强度。11月21日，一股冷锋行经密西西比河，令气旋先转向北上，之后又再转至东北，接下来风暴以风力时速160公里强度从佛罗里达州墨西哥海滩登岸。凯特在沿美国东南部海岸线移动的过程中逐渐减弱，于11月22日离开北卡罗莱纳州海岸，再于次日转变成温带气旋。
古巴针对这场飓风疏散了36万人。该国因强降雨引发了多场泥石流和洪灾，致使10人丧生，还导致了严重的农业损失。超过飓风强度的阵风引起大规模停电，还令建筑物和农作物严重受损。该国遭受了约4亿美元（1985年美元，相当于2025年的11.7億美元）的损失，凯特也因此成为近百年间对该岛破坏最为严重的飓风。气象部门预先发布了许多飓风警告和观察预警，数十万居民予以疏散，佛罗里达州州长宣布该州多个县进入紧急状态，但因之后风暴造成的实际影响相对较小而取消，各地还开设了多个避难所。飓风凯特是继1975年的飓风埃洛伊塞以来首场登陆佛罗里达州西北狭长地带的飓风。风暴潮和暴雨引发的洪水摧毁了许多牡蛎产业，许多人在风暴过后的数星期里失业。时速超过160公里的阵风导致树木倒塌、建筑物受损，风雨交加之下还有许多电线杆倒塌。美国东南部其它许多地区都因降雨引发洪灾，导致道路受损，大量树木也受到破坏。这场飓风共计导致15人遇难，经济损失达7亿美元（1985年美元，相当于2025年的20.5億美元）。

## 气象历史
飓风凯特形成前，美国东南部上空在1985年夏季的大部分时间里都有一片高压脊存在；同时，该国西部又有一片低压槽持续存在。这种情况令整个墨西哥湾和大西洋西部在11月的天气情况与通常9月下旬的情况类似，例如海面温度就达到27°C。11月13日，一股弱东风波开始与小安的列斯群岛东北方向海域的低压槽发生相互作用，并因外界环境有利而逐渐组织起来。11月15日，一架飓风猎人侦察机飞入该区域后获得的数据表明有热带气旋形成。由于这时系统风速已经达到烈风强度，因此美国国家飓风中心立即宣布这一位于波多黎各圣胡安东北方向约385公里洋面的天气系统成为热带风暴，并将其命名为“凯特”（Kate）。
由于北面高压脊的影响，凯特形成后向西前进，并且风暴西南方向有一片上层低气压发展出来。低气压和高压脊共同作用，产生了有利于热带气旋发展的外流，凯特也因此于11月16日得以迅速强化，并在途经巴哈马东南部期间达到飓风强度。系统继续增强，于协调世界时11月19日早上6点在古巴北部中心登陆，这时其中已经存在一个层次分明的风眼，登岸时的气压为967毫巴（百帕，28.6英寸汞柱），风速约为每小时180公里。飓风风眼在穿越古巴北部的过程中一直都很清晰，并在登陆约12小时后从哈瓦那以东不远处进入墨西哥湾东南部。接下来的24小时里，风暴在佛罗里达州西南近海重新增强，并在基韦斯特西南方向约135公里洋面经过。11月20日，飓风猎人发现系统风速已达到每小时200公里，另有一处浮标记录下219公里的阵风时速，这创下了墨西哥湾浮标所获数据的新纪录，直到2002年才由飓风丽丽打破。根据这些观测结果，美国国家飓风中心估计凯特于11月20日中午12点左右达到每小时约190公里的最高风速。
飓风凯特在最高强度保持了约18小时。11月21日，飓风在一片途经密西西比河的冷锋影响下先转向北上，后又转朝东北行进。由于水温较低，并且还有来自冷锋的风切变影响，系统强度有所下降，到11月21日晚吹袭佛罗里达州墨西哥海滩附近的克鲁克岛（Crooked Island）时风力时速已降至160公里。风暴登陆后继续向东北前进，进入乔治亚州后减弱成热带风暴。11月22日晚，凯特从北卡罗莱纳州进入大西洋。由于所处海域水温更低，并且同样存在风切变的不利影响，系统在转向东南偏东的过程中进一步减弱，于11月23日在百慕大以西转变成温带气旋，再在当天下午18点消散。
飓风凯特创下了在一个自然年中登陆美国日期第二晚飓风的新纪录，仅次于1925年12月1日袭击佛罗里达州的一场气旋。但之后的一次重新分析结果表明1925年的这个天气系统只达到热带风暴强度，因此凯特成了这一纪录的保持者。凯特也让1985年大西洋飓风季期间袭击美国的飓风数量增加到6个，与创纪录的1886年大西洋飓风季相比只差了一个。

## 防灾措施
11月18日，巴哈马东南部和中部，特克斯和凯科斯群岛进入飓风警告生效状态。波多黎各北部和多米尼加共和国也收到了洪水警告。古巴政府下令将中部和北部约36万居民强制撤离。
凯特途经巴哈马期间，美国国家飓风中心向朱庇特到麦尔兹堡之间地区发布了飓风警告，同样收到警告的还有佛罗里达礁岛群。当时的佛罗里达州州长鲍勃·格雷厄姆（Bob Graham）宣布该州南部的6个县进入紧急状态。但由于随后的实际情况表明风暴对佛罗里达州南部影响相对较小，这一命令也随之撤消。官员建议佛罗里达礁岛群进行疏散，导致跨海公路车流量激增，红十字会开设了12处避难所。基韦斯特也开放了3个避难所，但仅有500人在风暴来袭期间前来躲避。大部分居民都选择了留在家中等待风暴过去。劳德代尔堡有多所学校暂时关闭，移动房屋中的居民收到离开的通知。
凯特于11月20日达到最高强度后不久，美国国家飓风中心向路易斯安那州格兰德艾尔到佛罗里达州锡达礁之间区域发布了飓风观察预警。当天晚些时候，从密西西比州贝圣路易斯到佛罗里达州圣马克之间地区的预警升级成飓风警告。墨西哥湾的多个石油平台共计疏散了约两万名工作人员，其中许多都是乘直升机离开。列星顿号航空母舰离开彭萨科拉海军航空兵站的港口驶往开阔水域，希望能避开这场风暴，该地区的飞机也飞往内陆躲避。州长格雷厄姆向佛罗里达州西北狭长地带的13个县发出撤离令，约10万居民因此背井离乡。巴拿马城的34个避难所共计有约2000人前来躲避。由于有大量人员撤离，该地区道路出现严重拥堵。佛罗里达海湾沿岸部分区域曾在同年早些时候受到飓风艾琳娜的威胁，一些当时撤离的居民打算在凯特来袭期间留下来，不再离开，因为之前他们所待的避难所条件很差。州长格雷厄姆启用了300名该州国民警卫队成员，对疏散人员提供协助并防范抢劫。奇普利有一人在撤离后因应激诱发心脏病去世。路易斯安那州格兰德艾尔也有约2200人撤离。
凯特朝内陆进发后，美国国家飓风中心向美国东岸从佛罗里达州圣奥古斯丁到弗吉尼亚州阿可麦克县钦科蒂格（Chincoteague）之间地区发布了烈风警告。

## 影响

### 加勒比地区、特克斯和凯科斯群岛
凯特位于波多黎各附近洋面时导致一艘船只沉没，另有三艘失去动力，沉船上的5名船员均在17小时后获救。波多黎各北部有多套民房受损，迫使数百人撤离。多明尼加共和国还报道出现了洪灾，其中包括该国首都圣多明哥周边地区。
特克斯和凯科斯群岛报道出现强降雨和时速97公里的大风。牙买加因暴雨引发了多场泥石流，阻塞了23条大小道路，摧毁了许多桥梁、暗渠和排水沟。洪灾还给当地农业造成重大损失，特别是克拉伦登区、曼彻斯特区、圣安娜区、圣伊丽莎白区和特里洛尼区。该国共有7人死亡，单所受破坏的修补就耗费了约300万美元（1985年美元，相当于2025年的877萬美元）。
凯特途经古巴北部时给大萨瓜带去了每小时120公里的狂风，巴拉德罗的阵风时速更达167公里，该国首都哈瓦那的风速也有每小时110公里。哈瓦那因强风导致停电，还有多幢建筑物被毁。2.7米高的大浪对该市海滨产生影响。飓风破坏了哈瓦那以外的多家制糖厂和许多甘蔗作物，全岛共有9461平方公里甘蔗田和3.7万吨糖被风摧毁。风暴还令14.1万吨香蕉和8万7078吨其它蔬菜和水果毁于一旦。岛上有8万8207套房屋受损，另有4382套被毁，导致47万6891人受到影响。包括学校在内的许多公共建筑都受到破坏。整个古巴共有10人遇难，50人受伤。所受损失估计达到4亿美元（1985年美元，相当于2025年的11.7億美元），如果不考虑通货膨胀因素，这个数字是1903至1998年间所有登陆该国的飓风里最高的。

### 佛罗里达州

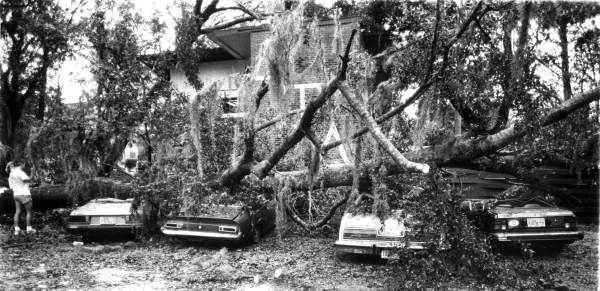
飓风凯特给塔拉赫西造成的破坏。

凯特从基韦斯特西南方向海域经过期间给当地带去了时速76公里的大风，还有非正式数据称阵风时速高达167公里。佛罗里达州西南部的降雨量总计在25毫米左右，不过基韦斯特的降雨量则达到53毫米。强风刮倒了许多树木，压断了多条供电线路，导致基韦斯特到门罗县大松礁岛（Big Pine Key）之间地区停电。一套移动房屋被电气故障引起的火灾烧毁，还有一人触电身亡。佛罗里达礁岛群因高于正常水位的潮汐而导致轻度洪灾和海岸侵蚀。下群岛海域有两人因船只倾覆遇难。
凯特是继1975年的飓风埃洛伊塞以来首场登陆佛罗里达州西北狭长地带的飓风。风暴沿途普降暴雨，巴拿马城的降雨量最高，达211毫米。气旋在登岸期间给圣布拉斯海角（Cape San Blas）带去了3.4米的风暴潮，导致湾县的海滩和沙丘受到侵蚀。瓦古拉县有150套房屋被风暴潮带来的洪水淹没导致无法居住。富兰克林县圣乔治岛（St. George Island）上有一座于飓风艾琳娜过后重建的桥染受损，美国国道90号和98号有大范围路段受损或是被冲毁。两个月前，飓风艾琳娜已对阿巴拉契科拉湾（Apalachicola Bay）的贝类养殖业造成重大损失，飓风凯特又摧毁了剩下的牡蛎养殖场，导致该地区许多以此为生的居民失业。
佛罗里达州西北狭长地带受到狂风的冲击，还出现了一场龙卷风和多个漏斗云。巴拿马城的阵风达到每小时126公里，导致两套房屋，一间汽车旅馆和一个钓鱼码头受到破坏。还有一幢两层联邦建筑的屋顶被风吹飞。圣布拉斯海角的持续风速为每小时119公里，阵风时速则达到174公里。该地区有242套建筑物严重受损，其中大部分位于富兰克林县，凯特也成为20世纪下半叶对该县造成破坏最严重的风暴。全县有约8.7公里道路受损，整个狭长地带也有许多道路被洪水冲毁。强风吹倒了许多树木，其中一些砸到了邻近的建筑物。一棵树砸中了一辆汽车，导致一死一伤。狂风还刮倒了多条电线杆，导致供电线路中断。州首府有约90%的用户（约8万人）失去电力供应，从巴拿马城到阿巴拉契科拉的沿海地区也有约3万户家庭和商户停电。整个狭长地带共有325套民宅被毁，约500套建筑物受到严重破坏。

### 其它地区

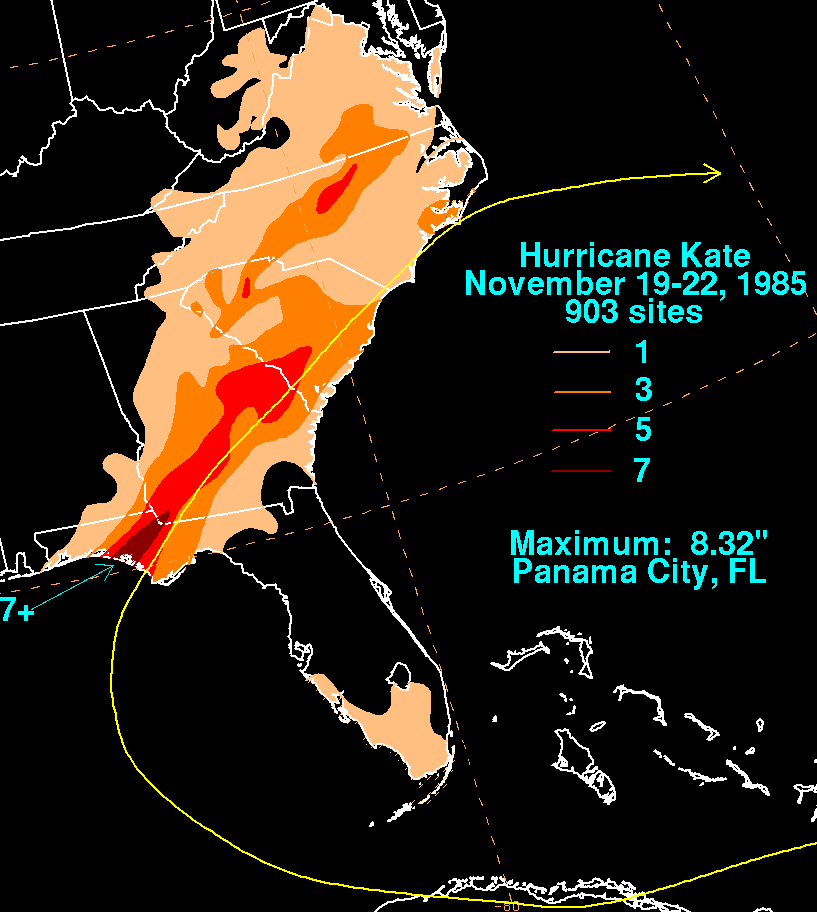
凯特在美国产生的降水分布。

飓风给远至阿拉巴马州东南部的地区都带去了约25毫米降水。乔治亚州的降雨量要高得多，其中第開特縣的班布里奇（Bainbridge）最高，达到196毫米。乔治亚州西南部部分地区因山洪暴发和强风遭受严重破坏，多条次级公路被冲毁。时速130公里的阵风刮倒了数以千计的树木，托马斯维尔（Thomasville）有一人被倒下的树木砸死。棉花，大豆和山核桃作物损失惨重，估计价值有5000万美元（1985年美元，相当于2025年的1.46億美元）。房产和公共事业受到的破坏价值也在5000万美元左右，山洪暴发还导致了约100万美元（1985年美元，相当于2025年的292萬美元）损失。乔治亚州南部有局部地区出现停电，乔治亚州电力公司估计受到影响的用户不到3000户。凯特在行经乔治亚州东南部期间给萨凡纳带去了时速100公里的阵风，该市记录的降雨量为44毫米
南卡罗莱纳州查尔斯顿记录下的阵风时速为80公里。该州降雨量最高的是汉普顿，达167毫米。降雨引起山洪暴发，冲毁了多条次级公路和一座桥梁。风暴刮断的部分树枝砸断了供电线路，导致约4.8万人失去电力供应。博福特有4辆汽车和一套移动房屋被倒下的树木砸中，还有一艘船被大浪击沉。北卡罗莱纳州威尔明顿的降雨量为51毫米，该州因降水引发了较度洪灾，有多辆汽车被洪水从道路上卷走。坎纳波利斯（Kannapolis）的一家养老院因洪水不断上涨而被迫疏散。降雨继续向北沿伸到了弗吉尼亚州境内。整个美国共计遭受了约3亿美元（1985年美元，相当于2025年的8.77億美元）的损失。
转变成温带气旋后，凯特的残余飘移到百慕大以北，给岛上带去了时速42公里的阵风。

## 善后
飓风凯特袭击古巴后的一个月里，该国政府向联合国世界粮食理事会请求国际援助。为此多个联合国成员国一起提供了价值6万美元（1985年美元，相当于2025年的17.5萬美元）的农药、25万美元（相当于2025年的73.1萬美元）的除草剂、杀真菌剂和马铃薯种子，还有138.1万美元（相当于2025年的404萬美元）的食用油和豆类，以满足超过47.5万人在60天里的粮食需要。苏联也捐赠了价值1500万美元（相当于2025年的4385萬美元）的大米和小麦粉。
飓风凯特令基韦斯特的市长选举延迟了两个星期。风暴过后不久，莱昂县和杰克逊县警力部门下令夜间实行宵禁。富兰克林县开设了两所救灾中心，分别位于阿巴拉契科拉和伊斯特波因特（Eastpoint）。1985年12月3日，时任美国总统罗纳德·里根宣布佛罗里达州的7个县为联邦灾区，这些县因此有资格获取联邦援助。
由于佛罗里达州西北狭长地带出现大范围停电，多家电力公司为此招募了更多的工人来修复中断的供电线路。塔拉赫西官员下令因停电实行宵禁，直到电力逐渐恢复、道路上的瓦砾得到清理后才于11月24日取消宵禁。该市警方共以违反宵禁和制造骚乱的罪名逮捕了20人。
大浪和3米高的风暴潮导致沿海部分海滩遭受严重侵蚀，许多渔民无论是在风暴来袭之前还是之后的渔获都明显减少。